# Go ai XVI Giochi asiatici - Torneo femminile
La competizione di Go femminile a squadre ai XVI Giochi asiatici di Guangzhou, Cina, si è disputata tra il 23 e il 26 novembre 2010 nel Guangzhou Chess Institute. I tempi sono di un'ora ciascuno, più tre byo-yomi di 30 secondi.

## Programma
Tutti gli orari sono dati nel Tempo standard cinese (UTC+8)
| Data                        | Ora   | Evento  |
| --------------------------- | ----- | ------- |
| Martedì, 23 novembre 2010   | 09:30 | Turno 1 |
| Martedì, 23 novembre 2010   | 15:00 | Turno 2 |
| Mercoledì, 24 novembre 2010 | 09:30 | Turno 3 |
| Mercoledì, 24 novembre 2010 | 15:00 | Turno 4 |
| Giovedì, 25 novembre 2010   | 09:30 | Turno 5 |
| Giovedì, 25 novembre 2010   | 15:00 | Turno 6 |
| Venerdì, 26 novembre 2010   | 09:30 | Turno 7 |
| Venerdì, 26 novembre 2010   | 15:00 | Finali  |

## Risultati

### Turni preliminari

#### Classifica
Alla fine dei sette turni preliminari, le squadre sono state ordinate in base ai punti ottenuti, al numero di partite vinte e al numero di partite vinte dai loro capitani.
| Posizione | Squadra        | Turno | Turno | Turno | Turno | Turno | Turno | Turno | Totale | PP |
| Posizione | Squadra        | 1     | 2     | 3     | 4     | 5     | 6     | 7     | Totale | PP |
| --------- | -------------- | ----- | ----- | ----- | ----- | ----- | ----- | ----- | ------ | -- |
| 1         | Cina           | 2     | 2     | 2     | 2     | 2     | 2     | 2     | 14     | 38 |
| 2         | Corea del Sud  | 2     | 2     | 2     | 2     | 0     | 2     | 2     | 12     | 32 |
| 3         | Taipei         | 2     | 0     | 2     | 2     | 2     | 0     | 0     | 8      | 28 |
| 4         | Giappone       | 0     | 2     | 2     | 0     | 0     | 2     | 2     | 8      | 28 |
| 5         | Corea del Nord | 2     | 0     | 0     | 2     | 2     | 0     | 2     | 8      | 24 |
| 6         | Malaysia       | 0     | 2     | 0     | 0     | 2     | 0     | 0     | 4      | 10 |
| 7         | Tailandia      | 0     | 0     | 0     | 0     | 0     | 2     | 0     | 2      | 8  |

#### Turno 1
|                   | Punteggio |                            |
| ----------------- | --------- | -------------------------- |
| Cina              | 6–0       | Bye                        |
| Taipei            | 6–0       | Tailandia                  |
| Hsieh Yi-min      | 2–0       | Waraphan Nawaruk           |
| Joanne Missingham | 2–0       | Pattraporn Aroonphaichitra |
| Chang Cheng-ping  | 2–0       | Simaporn Setthawong        |
| Malaysia          | 0–6       | Corea del Nord             |
| Suzanne Low       | 0–2       | Hwang Kyong-ju             |
| Fong Sok Nee      | 0–2       | Jo Sae-byol                |
| Lim Shu Wen       | 0–2       | Kim Yu-mi                  |
| Giappone          | 2–4       | Corea del Sud              |
| Ayumi Suzuki      | 0–2       | Lee Min-jin                |
| Mika Yoshida      | 0–2       | Kim Yoon-yeong             |
| Chiaki Mukai      | 2–0       | Cho Hye-yeon               |

#### Turno 2
|                            | Punteggio |                   |
| -------------------------- | --------- | ----------------- |
| Bye                        | 0–6       | Corea del Sud     |
| Corea del Nord             | 0–6       | Giappone          |
| Hwang Kyong-ju             | 0–2       | Ayumi Suzuki      |
| Jo Sae-byol                | 0–2       | Mika Yoshida      |
| Kim Yu-mi                  | 0–2       | Chiaki Mukai      |
| Tailandia                  | 2–4       | Malaysia          |
| Waraphan Nawaruk           | 0–2       | Suzanne Low       |
| Pattraporn Aroonphaichitra | 0–2       | Fong Sok Nee      |
| Simaporn Setthawong        | 2–0       | Lim Shu Wen       |
| Cina                       | 4–2       | Taipei            |
| Wang Chenxing              | 0–2       | Hsieh Yi-min      |
| Rui Naiwei                 | 2–0       | Joanne Missingham |
| Song Ronghui               | 2–0       | Chang Cheng-ping  |

#### Turno 3
|               | Punteggio |                            |
| ------------- | --------- | -------------------------- |
| Taipei        | 6–0       | Bye                        |
| Malaysia      | 0–6       | Cina                       |
| Suzanne Low   | 0–2       | Wang Chenxing              |
| Fong Sok Nee  | 0–2       | Song Ronghui               |
| Lim Shu Wen   | 0–2       | Tang Yi                    |
| Giappone      | 6–0       | Tailandia                  |
| Mika Yoshida  | 2–0       | Pattraporn Aroonphaichitra |
| Chiaki Mukai  | 2–0       | Simaporn Setthawong        |
| Narumi Osawa  | 2–0       | Krongkamon Mekmok          |
| Corea del Sud | 4–2       | Corea del Nord             |
| Lee Min-jin   | 2–0       | Hwang Kyong-ju             |
| Cho Hye-yeon  | 2–0       | Jo Sae-byol                |
| Lee Seul-a    | 0–2       | Kim Yu-mi                  |

#### Turno 4
|                            | Punteggio |                |
| -------------------------- | --------- | -------------- |
| Bye                        | 0–6       | Corea del Nord |
| Tailandia                  | 0–6       | Corea del Sud  |
| Waraphan Nawaruk           | 0–2       | Lee Min-jin    |
| Pattraporn Aroonphaichitra | 0–2       | Cho Hye-yeon   |
| Simaporn Setthawong        | 0–2       | Lee Seul-a     |
| Cina                       | 6–0       | Giappone       |
| Rui Naiwei                 | 2–0       | Ayumi Suzuki   |
| Song Ronghui               | 2–0       | Mika Yoshida   |
| Tang Yi                    | 2–0       | Chiaki Mukai   |
| Taipei                     | 6–0       | Malaysia       |
| Hsieh Yi-min               | 2–0       | Suzanne Low    |
| Chang Cheng-ping           | 2–0       | Lim Shu Wen    |
| Wang Jing-yi               | 2–0       | Chow Zhi Mei   |

#### Turno 5
|                | Punteggio |                            |
| -------------- | --------- | -------------------------- |
| Malaysia       | 6–0       | Bye                        |
| Giappone       | 2–4       | Taipei                     |
| Ayumi Suzuki   | 2–0       | Hsieh Yi-min               |
| Mika Yoshida   | 0–2       | Joanne Missingham          |
| Narumi Osawa   | 0–2       | Chang Cheng-ping           |
| Corea del Sud  | 2–4       | Cina                       |
| Kim Yoon-yeong | 0–2       | Rui Naiwei                 |
| Cho Hye-yeon   | 2–0       | Song Ronghui               |
| Lee Seul-a     | 0–2       | Tang Yi                    |
| Corea del Nord | 6–0       | Tailandia                  |
| Hwang Kyong-ju | 2–0       | Pattraporn Aroonphaichitra |
| Jo Sae-byol    | 2–0       | Simaporn Setthawong        |
| Kim Yu-mi      | 2–0       | Krongkamon Mekmok          |

#### Turno 6
|                   | Punteggio |                |
| ----------------- | --------- | -------------- |
| Bye               | 0–6       | Tailandia      |
| Cina              | 6–0       | Corea del Nord |
| Wang Chenxing     | 2–0       | Hwang Kyong-ju |
| Song Ronghui      | 2–0       | Jo Sae-byol    |
| Tang Yi           | 2–0       | Kim Yu-mi      |
| Taipei            | 2–4       | Corea del Sud  |
| Hsieh Yi-min      | 2–0       | Lee Min-jin    |
| Joanne Missingham | 0–2       | Cho Hye-yeon   |
| Wang Jing-yi      | 0–2       | Lee Seul-a     |
| Malaysia          | 0–6       | Giappone       |
| Suzanne Low       | 0–2       | Mika Yoshida   |
| Fong Sok Nee      | 0–2       | Chiaki Mukai   |
| Lim Shu Wen       | 0–2       | Narumi Osawa   |

#### Turno 7
|                            | Punteggio |                   |
| -------------------------- | --------- | ----------------- |
| Giappone                   | 6–0       | Bye               |
| Corea del Sud              | 6–0       | Malaysia          |
| Lee Min-jin                | 2–0       | Suzanne Low       |
| Kim Yoon-yeong             | 2–0       | Lim Shu Wen       |
| Lee Seul-a                 | 2–0       | Chow Zhi Mei      |
| Corea del Nord             | 4–2       | Taipei            |
| Hwang Kyong-ju             | 0–2       | Hsieh Yi-min      |
| Jo Sae-byol                | 2–0       | Joanne Missingham |
| Kim Yu-mi                  | 2–0       | Wang Jing-yi      |
| Tailandia                  | 0–6       | Cina              |
| Waraphan Nawaruk           | 0–2       | Wang Chenxing     |
| Pattraporn Aroonphaichitra | 0–2       | Song Ronghui      |
| Simaporn Setthawong        | 0–2       | Tang Yi           |

### Finali
La finale per la medaglia d'oro è stata disputata tra le squadre arrivata prima e seconda, mentre le squadre arrivate terza e quarta in classifica hanno disputato la finale per la medaglia di bronzo.

#### Finale per la medaglia di bronzo
|              | Risultato |                   |
| ------------ | --------- | ----------------- |
| Giappone     | 2–4       | Taipei            |
| Ayumi Suzuki | 0–2       | Hsieh Yi-min      |
| Mika Yoshida | 0–2       | Joanne Missingham |
| Chiaki Mukai | 2–0       | Chang Cheng-ping  |

#### Finale per la medaglia d'oro
|              | Risultato |                |
| ------------ | --------- | -------------- |
| Cina         | 2–4       | Corea del Sud  |
| Rui Naiwei   | 0–2       | Lee Min-jin    |
| Song Ronghui | 0–2       | Kim Yoon-yeong |
| Tang Yi      | 2–0       | Cho Hye-yeon   |